# Кондратьева, Дарья Романовна
Дарья Романовна Кондратьева (род. 23 марта 1993) — российская футболистка, полузащитница.

## Биография
В детстве занималась футболом в ДЮСШ «Крылатское» (Москва), тренер — Н. А. Чистяков. Входила в расширенный состав юношеской сборной России.
На взрослом уровне начала выступать в начале 2010-х годов в составе «Чертаново» в первом дивизионе. В 2012 году перешла в «Измайлово», где играла практически только за молодёжную команду. В главной команде «Измайлово» провела только один матч в высшем дивизионе — 27 апреля 2014 года в игре против «Кубаночки» вышла на замену на 79-й минуте вместо Натальи Плосконенко. После расформирования «Измайлово» летом 2014 года, более не выступала на профессиональном уровне. В 2018 году сыграла 2 матча во втором дивизионе за «Строгино».
В сезоне 2014/15 стала серебярным призёром первенства России среди вузов по мини-футболу в составе команды РГСУ. Также играла в соревнованиях по мини-футболу за команду «Строгино».
В 2013 году принимала участие в чемпионате России по пляжному футболу в составе клуба «Молния-РГСУ», сыграла 5 матчей и забила 4 гола, а её команда заняла пятое место.
Некоторое время занималась судейством матчей в женском футболе. Имеет третью судейскую категорию.